# 尤宁 (艾奥瓦州)
尤寧（英語：Union）是一個位於美國愛荷華州哈丁縣的城市。

## 地理
尤寧的座標為42°14′41″N 93°03′51″W / 42.24472°N 93.06417°W，而該地的平均海拔高度為287米（即942英尺）。

## 人口
根據2010年美國人口普查的數據，尤寧的面積為1.42平方千米，當中陸地面積為1.42平方千米，而水域面積為0.00平方千米。當地共有人口397人，而人口密度為每平方千米279人。